# Classe 125

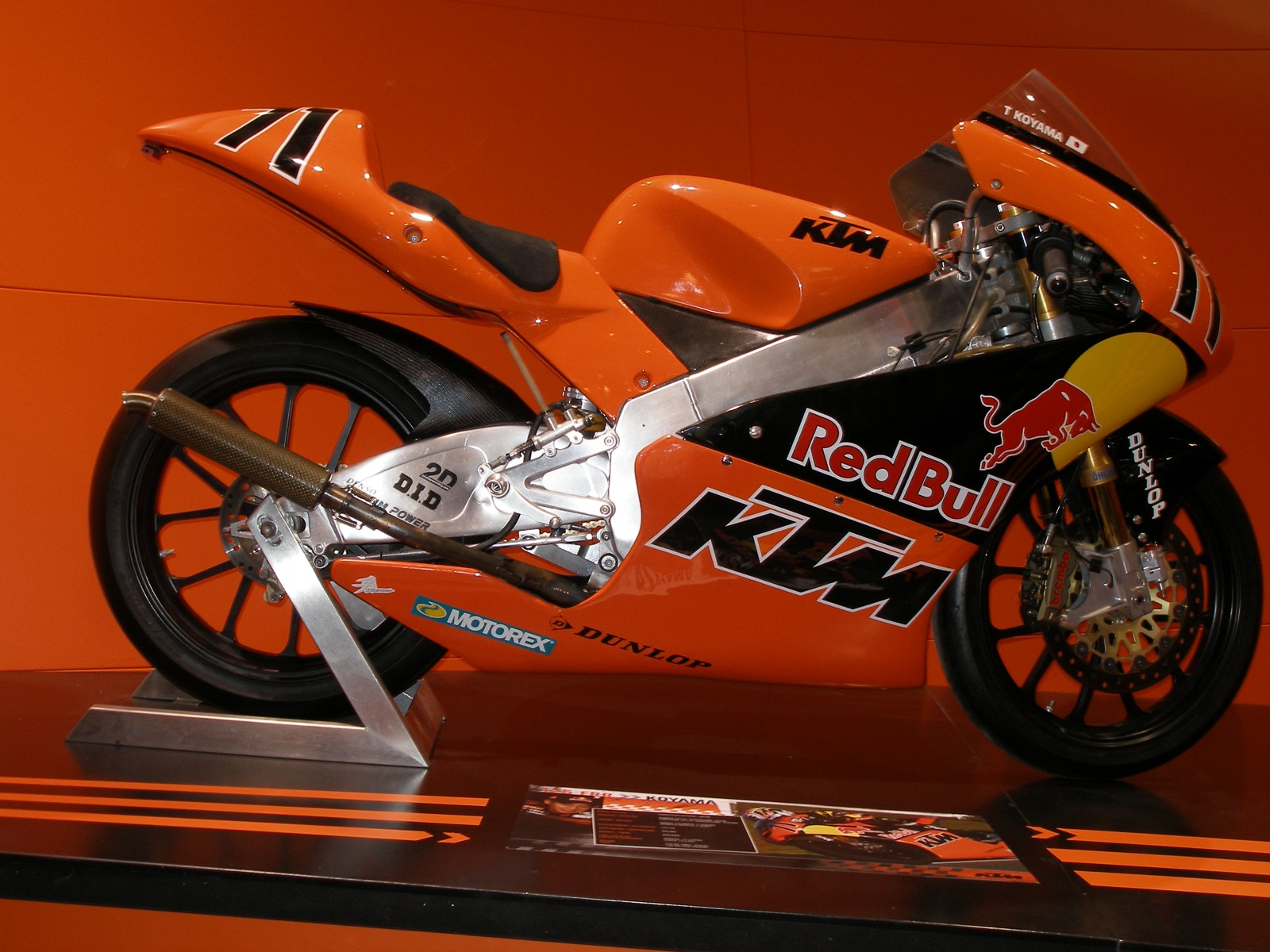
KTM 2007, guidata da Tomoyoshi Koyama in esposizione

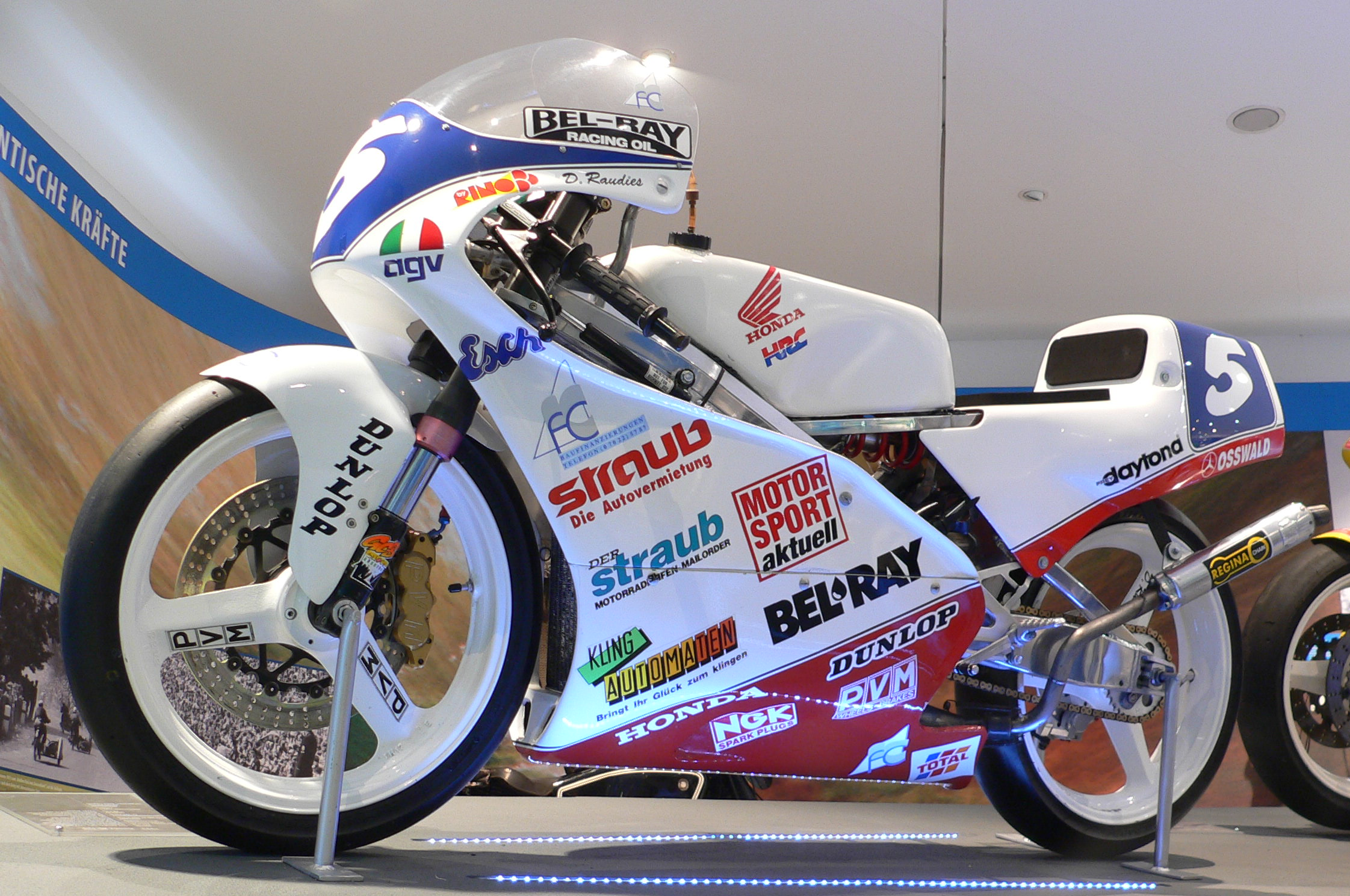
Honda RS del 1993 campione della classe con Dirk Raudies

La Classe 125 era una categoria del Campionato Mondiale di Velocità, in cui erano ammesse le moto con limite massimo della cilindrata di 125 cm³. Dal 1990 è la categoria di minor cilindrata del Motomondiale e nel 2012 è stata sostituita dalla Moto3.

## Regolamento
Il regolamento imponeva d'avere un peso minimo della moto dal 1988 di 70 kg (132 compreso il pilota in assetto da gara), che poi verrà rivisto, tenendo presente solo il peso della moto con il pilota, che doveva essere pari a 136 kg
Dal 1970 potevano avere un massimo di due cilindri, dal 1988 invece solo un cilindro.
L'età minima di partecipazione era fissata a 15 anni, mentre l'età massima era fissata dal 2005 a 28 anni (25 anni per i piloti che partecipavano come wild card e per quei piloti che partecipavano a questa categoria per la prima volta).

## I piloti
La presenza di questa classe, nelle competizioni valide per il campionato mondiale, ha avuto inizio con il Gran Premio di Svizzera, svoltosi il 2 luglio 1949, sul Circuito di Bremgarten. Questa prima gara del "Motomondiale 1949" fu conquistata da Nello Pagani, in sella ad una delle FB Mondial 125 ufficiali.
Negli anni, la Classe 125 ha spesso rappresentato un valido banco di prova ed un ottimo trampolino di lancio, per i piloti, verso le categorie maggiori.
Scorrendo l'elenco dei campioni mondiali della classe si possono trovare piloti che hanno segnato la storia di questo sport come Carlo Ubbiali, Phil Read, Ángel Nieto e Valentino Rossi.
Oltre a questi piloti che hanno proseguito le loro carriere con successo nelle altre categorie, sono da ricordare anche i cosiddetti specialisti delle piccole cilindrate che hanno votato la loro attività sportiva in questo campo specifico; il nome probabilmente più importante è quello del pluricampione iridato spagnolo Ángel Nieto che, prima di iniziare la successiva attività di manager, si è fregiato per ben 7 volte del titolo di campione del mondo. Altrettanto degni di nota anche i nomi degli italiani Carlo Ubbiali (che vincerà ben 9 titoli distribuiti tra questa classe a la Classe 250 negli anni cinquanta), Pier Paolo Bianchi, Eugenio Lazzarini e Fausto Gresini (che seguirà le orme di Ángel Nieto anche per quanto riguarda la successiva attività di manager motociclistico).
Dal 2005, in questa classe non potevano partecipare atleti di età superiore ai 28 anni, questo per dare più spazio ai tanti giovani che vi partecipavano.

## Le case costruttrici
In questa classe, presente nel motomondiale fin dalla prima edizione nel 1949 e che sino al 1962 nonché dopo il 1990 ha rappresentato la cilindrata più piccola di questo tipo di competizione, si sono cimentate con successo diverse case motociclistiche.
Come per i piloti, ci sono stati casi di aziende specializzate solamente nelle competizioni delle piccole cilindrate come Derbi, Minarelli, MBA e Garelli ed altre invece che facevano della versatilità il loro punto di forza, a partire dalla MV Agusta dei primi anni per arrivare alle case giapponesi e all'Aprilia che si sono suddivise i titoli negli anni successivi.
Le case costruttrici in questa categoria hanno proposto soluzioni che non sempre sono state poi riutilizzate nelle altre classi superiori, come la sospensione posteriore a precarico regolabile dal pilota, in quanto con l'alleggerimento della moto (per via del consumo di carburante) si deve ridurre il precarico e che è presente solo in questa classe, la quale risente più delle altre della variazione di peso.

## Record
Il più giovane pilota ad aver vinto una gara in questa categoria è stato il britannico Scott Redding, nato il 4 gennaio 1993 con un'età di 15 anni, 5 mesi e 18 giorni, nel Gran Premio d'Inghilterra il 22 giugno 2008. In passato questo record era detenuto da Marco Melandri con 15 anni e 10 mesi, ancor prima da Ivan Goi con un'età di 16 anni e 5 mesi.